# Charge vive
Pour un article plus général, voir Charge structurelle.
 (septembre 2024).
Si vous disposez d'ouvrages ou d'articles de référence ou si vous connaissez des sites web de qualité traitant du thème abordé ici, merci de compléter l'article en donnant les références utiles à sa vérifiabilité et en les liant à la section « Notes et références ».
Dans la construction, en ingénierie des structures, une charge vive, ou charge d'exploitation, ou charge d'utilisation, est une charge structurelle liée à une action changeante ou mobile sur un composant, par exemple en raison de personnes, de meubles, de matériaux de stockage, de machines ou de véhicules.
L'intensité de la charge utile est stochastique. En particulier, des changements brusques à tout moment ainsi que des valeurs extrêmement élevées pendant une courte période peuvent survenir.
Contrairement aux charges permanentes, les surcharges ne sont prises en compte dans le calcul statique (de) de l'hypothèse de charge que si elles ont un effet défavorable dans la preuve (de) à fournir.

## Bâtiments
Les valeurs calculées des charges utiles uniformément réparties sont déterminées en fonction de la division des surfaces utile de la DIN 277 (de) en catégories d'utilisation. Celui-ci enregistre les charges à long terme, comme les meubles fixes, et les charges à court terme, comme les marchandises empilées ou les concentrations inhabituelles de personnes, ainsi que les charges normales des machines.
| Catégorie | Usage spécifique                                                        | Exemples | {\displaystyle {q_{k}}}kN/m² | {\displaystyle {Q_{k}}}kN |
| --------- | ----------------------------------------------------------------------- | --- | ---------------------------- | ------------------------- |
| A         | Habitation, résidentiel                                                 | Pièce des bâtiments et maisons d'habitation; chambres et salles des hôpitaux; chambres d'hôtels et de foyers; cuisines et sanitaires.                                                                                             |                              |                           |
| B         | Bureaux                                                                 | |                              |                           |
| C         | Lieux de réunion. (à l'exception des surfaces des catégories A, B et D) | C1: Espaces équipés de tables, etc. par exemple: écoles, cafés, restaurants, salles de banquet, salle de lecture, salle de réception.                                                                                             |                              |                           |
| C         | Lieux de réunion. (à l'exception des surfaces des catégories A, B et D) | C2: Espaces équipés de sièges fixes, par exemple: églises, théâtres ou cinémas, salles de conférences, amphithéâtres, salles de réunion, salles d'attente                                                                         |                              |                           |
| C         | Lieux de réunion. (à l'exception des surfaces des catégories A, B et D) | C3: Espaces ne présentant pas d'obstacles à la circulation des personnes, par exemple: salles de musées, salles d'expositions, etc. Er accès des bâtiments publics et administratifs, hôtels, hôpitaux, gares                     |                              |                           |
| C         | Lieux de réunion. (à l'exception des surfaces des catégories A, B et D) | C4: Espaces permettant des activités physiques, par exemple: dancings, salles de gymnastique, scènes |                              |                           |
| C         | Lieux de réunion. (à l'exception des surfaces des catégories A, B et D) | CS: Espaces susceptibles d'accueillir des foules importantes, par exemple: bâtiments destinés à des événements publics tels que salles de concerts, salles de sport y compris tribunes, terrasses et aires d'accès, quais de gare |                              |                           |
| D         | Commerces                                                               | D1: Commerces de détail courants |                              |                           |
| D         | Commerces                                                               | D2: Grands magasins |                              |                           |

## Ponts routiers

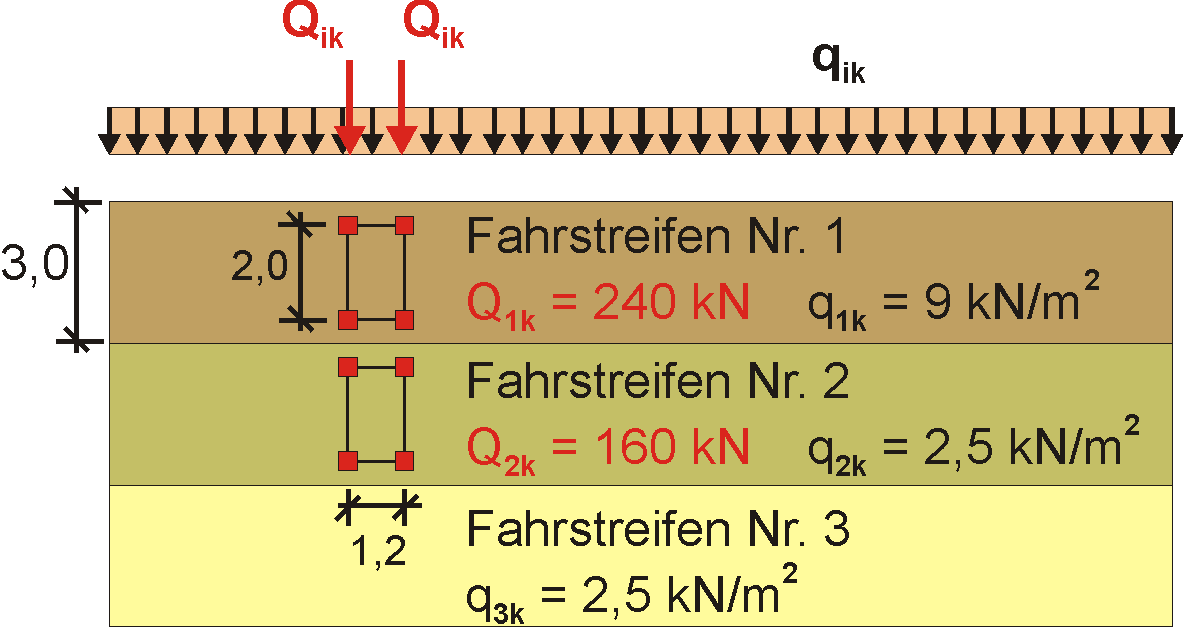
Modèle de charge 1, rapport technique DIN 101

Les charges utiles supposées sur les ponts routiers sont représentées par des modèles de charge. Le modèle de charge 1 le plus pertinent comprend des charges sur les doubles essieux (charge TS) et des charges surfaciques uniformément réparties (charge UDL) pour les effets des poids lourds et des voitures particulières. La modélisation et l'étalonnage ont été réalisés grâce à une analyse statistique du trafic sur des rues sélectionnées et à des simulations de charge de trafic associées.
Jusqu'en 2003, les ponts routiers et ferroviaires étaient divisés en classes de ponts en fonction de leur capacité de charge conformément à la norme DIN 1072, en vigueur jusqu'alors. La classe de pont la plus élevée était 60/30, c'est-à-dire H. En plus des charges superficielles uniformément réparties, il fallait placer un poids lourd d'une charge totale de 60 t (SLW 60) sur la voie principale et un autre d'une charge totale de 30 t sur la voie secondaire.
En Allemagne, des modèles de charge supplémentaires résultent de la classes de charge militaires (de), pour laquelle le pont doit être conçu si spécifié par le client.
| Classe | Véhicules chenilles | Véhicules à roues |
| ------ | ------------------- | ----------------- |
| 40     | 36,3 tonnes         | 42,6 tonnes       |
| 50     | 45,4 tonnes         | 52,6 tonnes       |
| 80     | 72,6 tonnes         | 83,5 tonnes       |
| 100    | 90,7 tonnes         | 104,3 tonnes      |
| 120    | 108,9 tonnes        | 125,2 tonnes      |

Depuis le 1er juillet 2012, les dispositions de l'Eurocode 2, contenu dans la norme EN 1992, composée de 4 sous-normes, s'appliquent aux ponts neufs.

## Passerelles piétonnes
Selon le rapport technique DIN 101, une charge surfacique de 5 kN/m2 doit être utilisée comme charge utile pour les ponts pour piétons et pistes cyclables. Celui-ci peut être réduit pour des portées supérieures à 10 m selon la portée. La limite inférieure pour les portées supérieures à 210 m est une charge utile de 2,5 kN/m2.

## Ponts ferroviaires

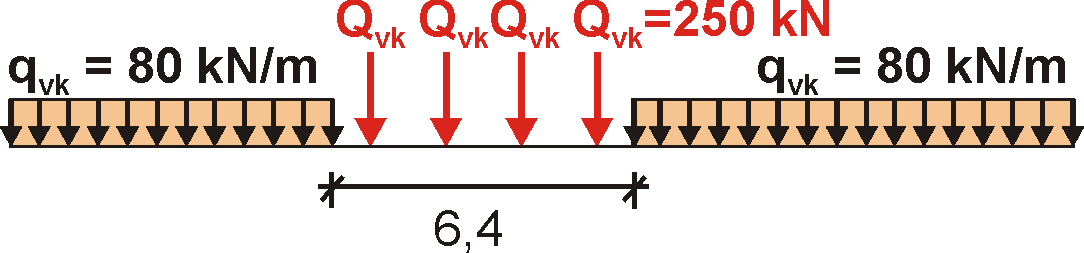
Modèle de charge 71, rapport technique DIN 101

Pour le trafic ferroviaire à écartement standard (voie normale) en Allemagne, le modèle de charge 71, identique au modèle de charge UIC 71, doit être utilisé sur les itinéraires à trafic normal. Cela correspond aux charges métriques (de) de la classe d'itinéraire (de)  D4.
Pour les itinéraires à fort trafic, des modèles de charge supplémentaires doivent être pris en compte. De tels modèles de charge doivent être placés dans la position de charge la plus défavorable pour déterminer les forces internes (de) pertinentes, qui peuvent être déterminées par exemple à l'aide de lignes d'influence (de).